# Sedan (Kansas)
Sedan é uma cidade localizada no estado americano de Kansas, no Condado de Chautauqua.

## Demografia
Segundo o censo americano de 2000, a sua população era de 1342 habitantes.
Em 2006, foi estimada uma população de 1222, um decréscimo de 120 (-8.9%).

## Geografia
De acordo com o United States Census Bureau tem uma área de
2,0 km², dos quais 2,0 km² cobertos por terra e 0,0 km² cobertos por água. Sedan localiza-se a aproximadamente 263 m acima do nível do mar.

## Localidades na vizinhança
O diagrama seguinte representa as localidades num raio de 24 km ao redor de Sedan.